# Ярешник (заповідник)
Природний заповідник Ярешник (серб. Строги природни резерват Јарешник) розташований на території муніципалітету Босилеград у Пчинському окрузі. Заповідник «Ярешник» — єдина територія, де росте сосна кримська, і єдиний чорнососновий заказник типу тропічного лісу в Сербії.
«Ярешник», площа якого становить шість гектарів і двадцять один ар, віднесено до першої категорії охоронної території виняткової важливості, і його було передано в управління компанії «Србијашуме». Це рішення забороняє пошкоджння та знищення лісу шляхом зрізання, зривання бруньок та просмолювання.

## Історія та населення
Ярешник був суворим заповідником навіть у 1961 році, а кілька років тому Інститут охорони природи проводив аудит заповідної території. Виявлено, що популяція сосни кримської зростала в геометричній прогресії й з 201 дерева підскочила до 795, а різниця між цим числом становить 50 років. Вік деяких дерев досягає 250 років. Сосни в цьому лісі досягають у висоту до 30 метрів, а діаметр середнього дерева близько метра.

## Охоронний статус
Рішення Уряду Сербії опубліковане в «Офіційному віснику Республіки Сербія» № 36 від 24 травня 2019 та набрало чинності з 1 червня 2019 року.